# 비보의 살아있는 모험
비보의 살아있는 모험(VIVO)은 미국에서 제작된 커크 드 미코 감독의 2021년 애니메이션 영화이다. 린-마누엘 미란다 등이 주연으로 출연하였다.
이 영화는 2010년 미란다에 의해 드림웍스 애니메이션에서 처음 맡게 되었으나 2015년 회사 구조조정으로 취소되었다. 나중에 소니 픽처스 애니메이션에 의해 2016년 12월 14일 수정되었다.
비보의 살아잇는 모험은 2021년 7월 30일 선별된 극장에서 개봉하였으며 넷플릭스를 통해 2021년 8월 6일 디지털 개봉하였다. 이 영화는 비평가들로부터 대체적으로 애니메이션 및 뮤지컬 수 부분에서 긍정적인 평가를 받았다.

## 출연

### 주연
- 린-마누엘 미란다
- 조 샐다나